# Бата Недич
Светислав «Бата» Недич (30 травня 1962) — український режисер сербського походження.

## Життєпис
Народився в місті Белград, Сербія. Після проходження військової служби приїхав на навчання до СРСР.
У 1987 році закінчив Всеросійський державний інститут кінематографії (курс О. Згуріді).
Мешкає і працює в Києві.

## Фільмографія

### Режисерські роботи
- 1989 — Поїзди без посмішок
- 2005 — Зцілення коханням
- 2006 — Вовчиця
- 2006—2007 — Янгол-охоронець
- 2009 — Вікна
- 2009 — Випадковий запис
- 2010 — 108 хвилин
- 2010 — Маршрут милосердя
- 2013 — Таємниці інституту шляхетних дівчат
- 2014 — Поки станиця спить
- 2015 — Відьма
- 2016 — Хазяйка
- 2016 — Століття Якова
- 2016 — Село на мільйон
- 2016 — Гроза над Тихоріччям
- 2017 — Танець метелика
- 2018 — Прислуга

### Акторські роботи
- 2004 — Украдене щастя — епізод
- 2006—2007 — Янгол-охоронець — таксист
- 2009 — Дві сторони однієї Анни — епізод, немає в титрах
- 2009 — Випадковий запис — водій Вапілова
- 2010 — Сусіди — Мілош, шанувальник Радміли
- 2010—2013 — Єфросинія — епізод, немає в титрах
- 2017 — Танець метелика — епізод